# Níkos Rízos
Níkos Rízos (grec moderne : Νίκος Ρίζος) né le 30 septembre 1924 à Péta près d'Arta et mort le 20 avril 1999 à Athènes est un acteur de théâtre et de cinéma grec, spécialisé dans les rôles comiques.

## Théâtre
Níkos Rízos commença sa carrière théâtrale en 1948 avec la comédie Ανθρωποι, άνθρωποι. Il monta ensuite sa troupe, en collaboration avec Vassílis Avlonítis et  Georgía Vassiliádou.

## Filmographie sélective
Níkos Rízos tourna dans plus de 300 films, souvent inspirés des comédies qu'il jouait au théâtre. Parmi ceux-ci :
- 1950 : L'Ivrogne
- 1952 : L'Agnès du port
- 1954 : Vendeurs à la sauvette
- 1954 : Joyeux Départ
- 1956 : Jaloux comme un tigre